# 희조꽃매미
희조꽃매미는 노린재목 꽃매미과의 곤충이다.